# Ivica Datković
Ivica Datković (13. svibnja 1966.) je bivši hrvatski nogometaš i današnji trener. Otac je hrvatskih nogometaša Marina Datkovića, nogometaša Rijeke i Tonija Datkovića, koji danas igra u Zavrču u slovenskoj prvoj ligi.
Igrao je u Prvoj HNL. Kao igrač četiri sezone nastupao je za Zadar.
Danas radi kao trener. Dugo je bio na trenerskoj klupi Novalje s kojom je došao od Druge županijske lige do kvalifikacija za Prvu HNL. S trećeligašem Pagom bio je jednu jesensku polusezonu, nakon koje je NK Pag bio na 4. mjestu treće lige. Bio je instruktor Hrvatskog nogometnog saveza za Ličko-senjsku županiju. Nakon toga preuzeo je Zadar koji je vodio od 9. listopada 2008 do 21. prosinca 2008.